# Bershawn Jackson
Bershawn D. Jackson (Miami, 8 maggio 1983) è un ostacolista e velocista statunitense, campione mondiale dei 400 metri ostacoli ad Helsinki 2005 e in tre occasioni campione mondiale della staffetta 4×400 metri (2007, 2009 e 2011).

## Palmarès
| Anno | Manifestazione    | Sede        | Evento      | Risultato  | Prestazione | Note                                    |
| ---- | ----------------- | ----------- | ----------- | ---------- | ----------- | --------------------------------------- |
| 2002 | Mondiali juniores | Kingston    | 400 m hs    | Bronzo     | 50"00       | Miglior prestazione personale           |
| 2003 | Mondiali          | Saint-Denis | 400 m hs    | Batteria   | dq          |                                         |
| 2005 | Mondiali          | Helsinki    | 400 m hs    | Oro        | 47"30       | Miglior prestazione personale           |
| 2007 | Mondiali          | Osaka       | 400 m hs    | Semifinale | 48"95       |                                         |
| 2007 | Mondiali          | Osaka       | 4×400 m     | Oro        | 2'55"56     | [ 1 ]                                   |
| 2008 | Giochi olimpici   | Pechino     | 400 m hs    | Bronzo     | 48"06       |                                         |
| 2009 | Mondiali          | Berlino     | 400 m hs    | Bronzo     | 48"23       |                                         |
| 2009 | Mondiali          | Berlino     | 4×400 m     | Oro        | 2'57"86     | [ 1 ]                                   |
| 2010 | Mondiali indoor   | Doha        | 400 m piani | 5º         | 46"84       |                                         |
| 2010 | Mondiali indoor   | Doha        | 4×400 m     | Oro        | 3'03"40     | Miglior prestazione mondiale stagionale |
| 2011 | Mondiali          | Taegu       | 400 m hs    | 6º         | 49"24       |                                         |
| 2011 | Mondiali          | Taegu       | 4×400 m     | Oro        | 2'59"31     |                                         |
| 2013 | Mondiali          | Mosca       | 400 m hs    | Semifinale | dnf         |                                         |
| 2015 | Mondiali          | Pechino     | 400 m hs    | Batteria   | 50"14       |                                         |

## Campionati nazionali
- 5 volte campione nazionale dei 400 m ostacoli (2003, 2008, 2009, 2010, 2015)
- 2 volte campione nazionale indoor dei 400 m piani (2005, 2010)

## Altre competizioni internazionali
2004
- Oro alla World Athletics Final ( Monaco), 400 m hs - 47"86

2005
- Oro alla World Athletics Final ( Monaco), 400 m hs - 48"05

2006
- Bronzo alla World Athletics Final ( Stoccarda), 400 m hs - 48"24

2007
- 4º alla World Athletics Final ( Stoccarda), 400 m hs - 48"58

2010
- Bronzo in Coppa continentale ( Spalato), 400 m hs - 48"62
- Oro in Coppa continentale ( Spalato), 4×400 m - 2'59"00
- Vincitore della Diamond League nella specialità dei 400 m hs (28 punti)

2015
- Vincitore della Diamond League nella specialità dei 400 m hs (18 punti)